# Trésorerie générale du Royaume
La Trésorerie générale du Royaume est un service de l'administration centrale du ministère de l'Économie et des Finances marocain.
Elle joue un rôle majeur dans l'économie. Elle coiffe les services du recouvrement des créances publiques et veille à l'exécution et le contrôle des dépenses publiques de l'État et à la bonne gestion des finances des Collectivités Territoriales. Elle procède également à assurer une activité bancaire et à produire l'information comptable et financière de l'État.

## Organisation
L'organigramme de la TGR est constitué des directions centrales suivantes :
- Direction de la Recherche, de la Réglementation et de la Coopération Internationale.
- Direction des Finances Publiques
- Direction des Dépenses du Personnel.
- Direction des Comptes Publics.
- Direction des Ressources et du Système d’Information.
- Direction du Contrôle, de l’Audit et de l’Inspection.

## Missions

### Recouvrement des créances publiques
La TGR assure, par le biais de son vaste réseau de comptables publics, la perception des recettes fiscales et non fiscales, à travers notamment :
- la gestion du contentieux administratif et judiciaire relatif au recouvrement et l’assistance des percepteurs en la matière ;
- la prise en charge des ordres de recettes au titre du budget général de l’État, des budgets annexes et des comptes spéciaux du Trésor ;
- la centralisation des prises en charge et des recouvrements au titre des amendes et condamnations pécuniaires ;
- la gestion des comptes de prêts et d’avances accordées par le Trésor et de « fonds de roulement » consentis par des organismes de financement des projets publics ;
- l’élaboration des statistiques concernant la situation du recouvrement de créances publiques.

### Contrôle et paiement des dépenses publiques
La TGR assure le contrôle et le règlement des dépenses publiques. Ainsi, le réseau de la TGR est chargé de contrôler la régularité des engagements de la quasi-totalité des dépenses de l’État. Elle assure à travers son réseau de comptables, le règlement desdites dépenses. En effet, au vu des propositions d’engagement et des ordres de paiement transmis par les ordonnateurs accrédités, les services de la TGR procèdent au règlement des créances de l’État.
La Trésorerie Générale assure également par le biais de la Paierie Principale des Rémunérations (PPR), le contrôle et le traitement de la paie de près de 650 000 fonctionnaires.

### Gestion des finances locales
À travers son réseau de trésoriers et receveurs communaux, la TGR assure la gestion des budgets de 1659 collectivités locales, de 86 groupements et de 41 arrondissements. En effet, la TGR procède au recouvrement de leurs créances, au règlement de leurs dépenses et à la paie de leur personnel.
La TGR met à contribution également son expertise en offrant le conseil et l’assistance nécessaires aux collectivités locales. Ce conseil qui est de nature juridique et financière, concerne, entre autres, la modernisation des procédures comptables, l’analyse financière et l’élaboration des tableaux de bord. 

### Gestion des dépôts au Trésor
La TGR assure la mission de gestion des dépôts au Trésor. Elle participe à travers cette activité au financement de la trésorerie de l’État. À ce titre, elle gère les comptes des entreprises et établissements publics qui sont soumis à l’obligation de dépôt de leurs fonds au trésor. Cette activité est étendue également à la gestion des dépôts d’autres personnes morales ou privées.

### Production de l'information financière et comptable
La TGR assure la centralisation des opérations comptables de l’État et des collectivités locales et de ce fait elle constitue une référence en matière de production et de valorisation de l’information comptable de l’État et des collectivités locales.
La production de l’information comptable permet ainsi de :
- décrire précisément les opérations budgétaires et financières.
- restituer rapidement une information fiable et indispensable à la prise de décision.
- préparer les documents relatifs à la reddition des comptes.